# Люди, пов'язані з Тернополем
Люди, які народилися в Тернополі, тривалий час жили тут і працювали, відомі особи, які відвідували Тернопіль, роботи чи твори яких прославили місто.

## А
- Авдієвський Анатолій Тимофійович — український хоровий диригент, композитор, педагог — відвідував;
- Авдонін Сергій Олександрович — український господарник — працював;
- Адамик Богдан Петрович — український вчений у галузі економіки — народився;
- Адамик Вікторія Віталіївна — український вчений у галузі економіки — народилася;
- Адушкін Іван Прокопович — військовик, капітан запасу, Герой Радянського Союзу — працював, помер;
- Казімеж Айдукевич — польський логік, філософ, семантик — народився;
- Алехін Олександр Олександрович — російський і французький шахіст, четвертий в історії чемпіон світу з шахів, 1916 р. лікувався в госпіталі Тернополя після контузії; його відвідували місцеві шахісти, провів кілька партій з гри «всліпу»[1]. В Тернополі була зіграна знаменита партія «Фельдта»[2] — перебував;
- Алиськевич Євген Григорович — український священик, просвітницько-культурний діяч — навчався, душпастирював, працював, похований;
- Алич Степан Йосипович — український поет — помер;
- Альбін Павло Йосипович — український священик, благодійник — парафіяльний священик УПЦ КП;
- Андрієвський Віктор Петрович — український історик, етнограф, педагог — працював, похований;
- Андросюк Руслан Віталійович — український військовик — проживає;
- Андрунців Олександра Богданівна — український лікар-терапевт, громадська діячка — народилася;
- Андрухович Юрій Ігорович — український поет, прозаїк, перекладач, есеїст — перебував у червні 2008 в артклубі «Коза»;
- Антків Юрій Богданович — український концертмейстер, педагог — навчався;
- Апостол Василь Іванович — український педагог, четар УГА — навчався;
- Апостолюк В'ячеслав Володимирович — український лікар, педагог — працював, похований;
- Арутюнян Олена Євгенівна — український живописець, графік — народилася;
- Атаманчук Лариса Василівна — український музикант, педагог — працювала, виступає з концертами.

## Б
- Бабенков Геннадій Дмитрович — український вчений-хірург — народився;
- Іван Багряний — український поет, прозаїк, публіцист, політичний діяч — перебував у січні 1944, тут написав поему «Гуляй-Поле»;
- Базяк Евгеніуш — польський римо-католицький церковний діяч, єпископ — народився;
- Бакалюк Олег Йосипович — український вчений-медик, педагог — народився;
- Банадига Наталія Василівна — український вчений у галузі педіатрії — народилася;
- Барвінський Василь Олександрович — український композитор, піаніст, музичний критик, педагог, диригент, організатор музичного життя — народився;
- Бас Павло Іванович — український військовик, учасник АТО — народився;
- Бачинська Ольга Олександрівна — українська громадська діячка, педагог — народилася;
- Безкоровайний Василь Васильович — український композитор, диригент, піаніст, музичний діяч — народився;
- Безкоровайний Євген Іванович — український поет, публіцист, редактор, громадський діяч — проживав;
- Білецька Марія Іларіонівна — український педагог, громадська діячка — народилася;
- Білецька Текля — українська письменниця — народилася;
- Бірюков Олександр Володимирович — український спортсмен (велоспорт), тренер, спортивний діяч — народився;
- Богуцький Ян Антоній — польський науковець в галузі архітектури і будівництва — народився;
- Болюх Василь — український громадсько-політичний і господарський діяч — народився;
- Болюх Мирослав Васильович — український громадсько-політичний і кооперативний діяч, журналіст — народився;
- Болюх Юрій Васильович — український підприємець — народився;
- Брикович Володимир Лукич — сотник УГА, начальний суддя Тернопільського окружного суду ЗУНР — народився, працював;
- Брикович Ілярій Матвійович — український педагог, перекладач, громадський діяч, літератор — народився, працював;
- Будзановський Якуб — перший дідичний війт Тернополя;
- Будзиновський В'ячеслав Титович — український письменник — народився;
- Будний Всеволод-Богдан — український журналіст, диригент, громадський діяч — народився;
- Бурстин Целестин Леонович — австро-угорський та білоруський математик — народився;
- Бучинський Вінцент — польський теолог, філософ — народився.

## В
- Еміль Вандервальде — бельгійський політичний діяч — у середині червня 1917 з О. Керенським приїжджав у Тернопіль, виступав на мітингу, відвідував район дислокації бельгійського бронедивізіону;
- Вацик Василь — український громадський діяч — народився;
- Вацик Йосип Петрович — український ветеринарний лікар, громадський діяч — народився;
- Вацик Михайло Якимович — український художник, громадський діяч — народився;
- Вацик Теодор Якимович — український художник — народився;
- Вацик Яків Максимович — український священик, педагог, громадський діяч — народився;
- Ульріх фон Вердум — мандрівник із Фрісландії — перебував;
- Вільгельм II — кайзер Німеччини та король Пруссії — перебував;
- Вірастюк Василь Ярославович — український стронгмен, організатор турнірів силачів у місті;
- Вітишин Іван Васильович — український військовик, учасник АТО — навчався;
- Волинець Олександр Вікторович — український спортсмен (плавання) — народився.

## Г
- Фердинанд д'Есте Габсбург — австрійський ерцгерцог — подарував колекцію монет і виділив кошти на утримання гімназії;
- Гавдида Іван Михайлович — український громадсько-політичний діяч — проживав;
- Гарматій Володимир Михайлович — український військовик, учасник АТО — навчався;
- Гнатюк Володимир Михайлович — український етнограф, фольклорист, мовознавець, літературознавець, мистецтвознавець, перекладач та громадський діяч, його іменем названо Тернопільський педагогічний університет — відвідував;
- Гнатюк Дмитро Михайлович — український оперний співак, режисер, педагог — відвідував;
- Владислав Гомулка — польський партійний і державний діяч, генеральний секретар ЦК Польської робітничої партії в 1943–1948, Польської об'єднаної робітничої партії (ПОРП) в 1956–1970 — відвідував;
- Гончар Олесь Терентійович — український письменник, — відвідував;
- Станіслав Горак — польський поет, прозаїк — народився;
- Горбачевський Іван Якович — український хімік, біохімік, гігієніст та епідеміолог, термінограф, громадсько-політичний, освітній діяч, його іменем названо Тернопільський медичний університет — навчався;
- о. Громницький Володимир Петрович — український греко-католицький священик, релігійний, громадський діяч, парох Тернополя — працював, помер і похований;
- Гурняк Віктор Петрович — український військовик, учасник АТО — навчався, проживав.

## Ґ
- Ґерета Ігор Петрович — український археолог, мистецтвознавець, історик, поет, викладач і громадсько-політичний діяч — проживав і працював;
- Аполлінарій Ґловінський — польський скульптор — народився;
- Ґутковський Клим — організатор спорту, редактор, військовик, сотник УСС — народився.

## Д
- Іґнаци Дашинський — польський публіцист, громадський діяч, політик — відвідував;
- Давидович Людмила Ярославівна — український дипломат — народилася;
- Демків Борис Миколайович — український поет, публіцист, перекладач — народився;
- Демчук Теофіль Семенович — український актор, театральний діяч, історик театру, педагог — народився;
- Джоджик Ярослав Іванович — український підприємець, громадсько-політичний діяч, народний депутат України 2-х скликань — народився;
- Дмоховський Леонтій-Людомир — український вчений у галузі медицини, громадський діяч — народився;
- Анатолій Дністровий — український есеїст, прозаїк, поет, художник — народився;
- Дністрянська Софія Львівна — українська піаністка, педагог, музичний критик — народилася;
- Дністрянський Станіслав Северинович — український вчений-правознавець, публіцист, редактор, громадський діяч — народився;
- Долгіх Сергій Володимирович — український військовик, учасник АТО — навчався;
- Донцов Дмитро Іванович — український публіцист, критик, ідеолог українського націоналізму, громадсько-політичний діяч — перебував.

## Є
- Єлісєєв Ігор Миколайович — український військовик, учасник АТО — проходив службу в ЗСУ;
- Єременко Олександр Еммануїлович — український математик — народився.
- Єремія ІІ Транос — Патріарх Константинопольський — відвідував.

## З
- Загайкевич Богдан Вікторович — український педагог, освітній та громадський діяч — народився;
- Загайкевич Володимир Вікторович — український адвокат, громадський діяч — народився;
- Заплітний Дмитро Іванович — український військовик, учасник АТО — проживав;
- Заруцький Іван Мартинович — козацький отаман, полковник — народився;
- Здзярський Станіслав — польський славіст, історик літератури, фольклорист — народився.

## І
- Іванців Мирослава Петрівна — українська поетка, перекладачка — народилася.

## К
- Каан фон Альбест Їндржих — чеський піаніст, композитор; народився;
- Калішевський Брунон — один із перших фотографів Тернополя; працював, помер;
- Карл І Франц Йосиф — імператор Австро-Угорщини, король Богемії, король Угорщини, король Галичини та Володимирії — відвідав місто в серпні 1917, після відступу з краю російських окупантів;
- Касінчук Петро Юрійович — український громадсько-політичний діяч, голова братства ОУН-УПА Подільського краю «Лисоня» — проживав, працював;
- Керенський Олександр Федорович — російський політичний діяч, голова Тимчасового Уряду — відвідував;v
- Коломієць Федір Федорович — український військовик, учасник АТО — похований;
- Кольба Анастасія Андріївна — український шахістка — народилася;
- Конецпольський Станіслав Ян — захищав Тернопіль від татар у 1667 році;
- Косолапов Анатолій — український військовик-афганець — проживав;
- Казимир Титус Костинович — польський живописець, карикатурист, сценограф — народився;
- Л. Кравчук — Президент України — відвідував;
- Нахман Крохмаль — юдейський філософ, помер;
- Копча Василь Степанович — український вчений у галузі інфекційні хвороби, педагог. — народився;
- Крохмалюк Роман Андрійович — український інженер-електрик, громадський діяч — народився;
- Крохмалюк Юрій Андрійович — український письменник, історик, військовий діяч — народився;
- Крушельницька Соломія Амвросіївна — видатна українська співачка, педагог — навчалася, концертувала;
- Куліш Пантелеймон Олександрович — український письменник, фольклорист, етнограф, мовознавець, перекладач, критик, редактор, видавець — відвідував;
- Лесь Курбас — український режисер, актор, теоретик театру, драматург, публіцист, перекладач — навчався, працював;
- Кузьмович Теофіл-Ізидор Васильович — український художник — народився;
- Курилович Віталій Іванович — український військовик, учасник АТО — народився;
- Кухалашвілі Володимир Костянтинович — український літературознавець, перекладач — народився;
- Л. Кучма — Президент України — відвідував.

## Л
- Левків Богдан Євгенович — — народився;
- Лепкий Богдан Сильвестрович — український письменник, літературознавець, критик, перекладач, історик літератури, видавець, публіцист, громадсько-культурний діяч, художник, ім'ям письменника названа чотирнадцята школа міста, тут діє обласне літературно-просвітницьке товариство його імені — відвідував;
- Лисенко Микола Віталійович — український композитор, піаніст, диригент, педагог, збирач пісенного фольклору, громадський діяч — відвідував;
- Лопатинський Юрій Дем'янович — український військовий діяч, підполковник УПА, один із командирів «Нахтігалю» — народився;
- Лотоцький Віталій Зіновійович — український військовик, учасник АТО — народився;
- Лука з Тернополя — український перекладач другої половини XVI століття, переклав староукраїнською мовою 16 книг Старого Завіту — проживав, працював;
- Лукас Станіслав — польський історик — народився;
- Лукіянович Антін Якович — український правник, суддя, громадський діяч, брат Дениса Лукіяновича — навчався;
- Лучаківський Володимир Дмитрович — український громадський діяч, письменник, перекладач, адвокат і бургомістр у Тернополі — працював, похований.

## М
- Мартович Лесь — український письменник та громадський діяч — відвідував;
- Маленький Ігор Мирославович — український поет, перекладач, літературознавець — народився;
- Мазурки Маïк;-американский киноактер
- Мацко Ірина Олександрівна — українська письменниця, видавець, художниця, бібліотекар — народилася;
- Менцинський Модест Омелянович — український оперний співак-тенор — відвідував;
- Мисула Ігор Романович — український вчений у галузі медицини — народився;
- Мишковський Євген — генерал УНР — похований на Микулинецькому цвинтарі;
- Еміль Міхаловський — польський педагог, громадський діяч — працював, похований;
- Казимир Міхаловський — польський вчений-археолог, єгиптолог, історик мистецтва, популяризатор знань про стародавній світ — народився.

## Н
- Навроцький Михайло — український педагог, громадсько-освітній діяч — навчався;
- Нагай Євгенія Василівна — учасниця національно-визвольних змагань, громадська діячка — навчалася, проживала;
- Нагорняк Степан Григорович — український вчений у галузі механіки — навчався, працює;
- Нагуляк Роман Маркович — український тележурналіст, літератор — народився;
- Надал Сергій Віталійович — український податківець, громадський діяч, міський голова Тернополя — народився;
- Назарчук Віталій Іванович — український спортивний діяч — народився;
- Наливайчук Юрій Богданович — український військовик, учасник АТО — народився;
- Небесний Іван Васильович — український композитор;— народився;
- Новицький Степан Михайлович — військовий референт Крайової Екзекутиви ОУН ЗУЗ, шеф військового штабу крайового проводу ОУН ЗУЗ, військовий інспектор крайового штабу УПА-Захід.
- Невінський Віталій - Герой України, Лицар ордена Богдана Хмельницького III ступеня. Командир гірсько-штурмової роти 128-ї ОГШБ. Загинув неподалік села Підгородне на Донеччині під час захисту України в ході повномасштабного російського вторгнення. [3]

## О
- Орляк Олександр Володимирович — український військовик, учасник АТО — народився.

## П
- Павличко Дмитро Васильович — український поет, перекладач, літературний критик, громадсько-політичний діяч — відвідував;
- Пашкевич Олександр Вікторович — референт розвідки КЕ ОУН ЗУЗ протягом 1933—1934 — народився;
- Перль Йозеф — єврейський письменник, просвітитель, теолог, громадський діяч — народився;
- Петлюра Симон Васильович — український державний, військовий та політичний діяч, публіцист, літературний і театральний критик — перебував 16—31 травня 1919 разом із Директорією УНР, урядом і вищим армійським командуванням УНР;
- Петрусенко Оксана Андріївна — українська оперна співачка — виступала, про що залишила спогади в щоденнику;
- Юзеф Пілсудський — польський політичний і державний діяч, перший голова відродженої польської держави, засновник польської армії, маршал Польщі — перебував 21 березня 1921, 1935 в Тернополі йому встановлено перший у тодішній Польщі пам'ятник (зруйнований 1940);
- Пінскер Сімха — єврейський мовознавець, археолог — народився;
- Плав'юк Микола Васильович — український політичний і громадський діяч, останній Президент УНР в екзилі — відвідував;
- Пласконіс Володимир Пилипович — український тренер, діяч спорту — народився, працює;
- Поліщук Віктор Миколайович — український лікар-хірург, педагог, доктор медичних наук — навчався, працював;
- Польовий Омелян — український військовик, командир ВО-3 «Лисоня», полковник УПА — навчався, працював;
- Протасевич Тарас — український військовик-афганець — народився, його ім'ям названо вулицю в Тернополі;
- Пулюй Іван Павлович — український та австро-угорський фізик і електротехнік, винахідник, організатор науки, громадський діяч, перекладач Біблії, його ім'я присвоєно Тернопільському національному технічному університету — навчався;
- Казімеж Пужак — — польський громадсько-політичний і державний діяч — народився;
- Пунда Віктор Васильович — український військовик, учасник АТО — працював.

## Р
- Рафєєнко Володимир Володимирович — український письменник, прозаїк, поет — проживав.
- Соломон Єгуда Раппопорт — окружний равин Тернополя — працював.
- Максим Рильський — український поет, перекладач, публіцист, громадський діяч, мовознавець, літературознавець, академік АН України — відвідував;
- Римар Павло Андрійович — український військовик, учасник АТО — народився;
- Джон Рід — американський журналіст, соціаліст — відвідував;
- Рокіцький Сергій Дмитрович — український військовик, учасник АТО — проживав;
- Руснак Микола Ігорович — український військовик, учасник АТО — працював.

## С
- Садовська Галина Дмитрівна — українська журналістка — проживає
- Садовська Стефанія — українська літераторка, краєзнавець, педагог — народилася, проживала, працювала, похована;
- Сарамаґа Богдан Павлович — український музикант, композитор, диригент, театральний режисер, педагог — народився;
- Йосиф (Сембратович) — єпископ Української греко-католицької церкви, Митрополит Галицький та Архієпископ Львівський — відвідав Тернопіль 1871;
- Семчук Віктор Ярославович — український військовик, учасник АТО — навчався;
- Генрик Сенкевич — польський прозаїк — 15 червня 1879 прочитав лекцію «Про поляків в Америці»';
- Сикліцкий Назарій Олексійович — український військовик, учасник АТО — народився;
- Січинський Денис Володимирович — український композитор і хоровий диригент, перший професор музики у Галичині, музично-громадський діяч, педагог — навчався;
- Складан Ірина Богданівна — українська драматична акторка — народилася;
- Мстислав (Скрипник) — визначний український церковний діяч, патріарх Київський і Всієї України УАПЦ, патріарх Київський і всієї Руси-України УПЦ (КП), Первоієрарх УАПЦ в Діаспорі — Почесний громадянин Тернополя;
- Йосиф (Сліпий) — єпископ Української греко-католицької церкви, кардинал Римо-католицької церкви, Митрополит Галицький та Архієпископ Львівський — відвідував;
- Слободян Богдан — український військовик-афганець — народився, його ім'ям названо вулицю в Тернополі;
- Стадникова Софія Андріївна — українська акторка і співачка — народилася;
- Стефаник Василь Семенович — український письменник, майстер експресіоністичної новели, громадський діяч, політик, посол (депутат) Австрійського парламенту від Галичини — відвідував, пам'ятні таблиці встановлені на вулицях Йосипа Сліпого (1976) та Юліана Опільського (1991);
- Стефанович Віктор Володимирович — український військовик, боєць 8-ї окремої роти Добровольчого українського корпусу «Правий сектор», учасник АТО —народився;
- Стефурак Степан Степанович — український військовик, учасник АТО — навчався;
- Стецько Ярослав Семенович — активний діяч ОУН, голова уряду Українського Державного Правління — народився;
- Сушкевич Володимир Леонович — український журналіст — народився.

## Т
- Танасів Оксана Миколаївна — українська художниця — народилася;
- Ян Амор Тарновський — державний, політичний, військовий діяч Польського королівства — засновник міста;
- Тима Юрій Казимирович — український громадсько-політичний діяч — народився;
- Тимочко Петро Семенович — український поет, перекладач, драматург, публіцист, громадський діяч — проживав;
- Тимошенко Семен Костянтинович — український радянський воєначальник, Маршал Радянського Союзу — перебував у 1944;
- Тимошенко Юлія Володимирівна — українська державна і політична діячка, Прем'єр-міністр України, економіст — відвідувала;
- Тичина Павло Григорович — український поет, перекладач, публіцист, громадський діяч — відвідував;
- Толкованов В'ячеслав Вікторович — український науковець — працює;
- Кирило Транквіліон-Ставровецький — український (руський) православний і греко-католицький освітній та церковний діяч, архімандрит Чернігівський, поет, учений, друкар, видавець — відвідував у грудні 1589 як знавець грецької мови — учасник зустрічі тернопільських братчиків із константинопольським Патріархом Єремією І Траносом;
- Турчак Степан Васильович — український диригент — відвідував;
- Тютюнник Юрій Йосипович — український військовий діяч, генерал-хорунжий армії УНР — відвідував.

## Ф
- Флекей Зіновій Миколайович — український військовик, боєць 6-го батальйону територіальної оборони Тернопільської області «Збруч», учасник АТО — народився;
- о. Василь Фортуна — руський галицький греко-католицький священик, реліґійний, політичний і громадський діяч, парох Тернополя — проживав;
- Франц І —  герцог Лотаринзький , великий герцог Тосканський, імператор Священної Римської Імперії — звелів спорудити новий будинок гімназії;
- Франц Йосиф І — імператор Австрійської імперії і король Богемії, апостольний король Угорщини, король Галичини та Володимирії, великий герцог Буковини голова Австро-Угорської монархії — відвідував 20—22 жовтня 1851 та 26 червня 1855; його указом № 14502 від 7 жовтня 1898 в Тернополі відкрито 1-й клас цісарсько-королівської руської (української) гімназії; від січня 1899 — імені Франца-Йосифа І.

## Х
- Хрущов Микита Сергійович — перший секретар ЦК КПРС, Голова Ради Міністрів СРСР — відвідував10 грудня 1959.

## Ц
- Циклиняк Тарас Петрович — український краєзнавець, екскурсовод, музикант — народився.
- Цурковський Ярослав Іванович — український вчений у галузі психології, поет-модерніст — народився.

## Ч
- Чабан Андрій Олександрович — український військовик, учасник АТО — працював;
- Чубатий Володимир Євгенович — український економіст, громадський діяч — народився;
- Чубатий Микола Дмитрович — український громадсько-політичний та церковний діяч, науковець, журналіст, видавець — народився.

## Ш
- Андрей (Шептицький) — український релігійний діяч, граф, єпископ Української греко-католицької церкви, Митрополит Галицький та Архієпископ Львівський — відвідував, на початку XX століття — почесний голова «Міщанського братства» у м. Тернопіль;
- Шолдра Діонізій — український живописець, архітектор та реставратор — народився;
- Шелест Петро Юхимович — партійний і державний діяч УРСР та СРСР — відвідував.

## Ю
- Юліан Опільський — український письменник — історичний романіст — народився;
- Юст Юль — данський дипломат — відвідував;
- Юркевич Андрій Михайлович — український військовик, учасник АТО — навчався, проживав;
- Ющенко Віктор Андрійович — державний і політичний діяч, Президент України, фінансист — навчався, відвідував.

## Я
- Якубик Ростислав Зенонович — український військовик, учасник АТО — проживав.